# Il mulino delle donne di pietra
Il mulino delle donne di pietra (Brasil: O Moinho das Mulheres de Pedra ) é um filme ítalo/franco, de 1960, dirigido por Giorgio Ferroni, roteirizado pelo diretor, Remigio Del Grosso, Ugo Liberatori e Giorgio Stegani, música de Carlo Innocenzi.

## Sinopse
Jovem escritor, vem a uma aldeia perto de Estocolmo, para biografar famoso escultor, e se vê frente a um sinistro moinho e o fato do desaparecimento de muitas jovens.

## Elenco
- Pierre Brice ....... Hans von Arnim
- Scilla Gabel ....... Elfie Wahl
- Wolfgang Preiss ....... Dr. Loren Bohlem
- Dany Carrel ....... Liselotte Kornheim (como Danny Carrell)
- Herbert A.E. Böhme ....... Professor Gregorius Wahl (como Herbert Boehme)
- Liana Orfei ....... Annelore
- Marco Guglielmi ....... Ralf
- Olga Solbelli ....... Selma
- Alberto Archetti ....... Konrad